# Jestřabí Lhota
Pour les articles homonymes, voir Jestřabí.
Jestřabí Lhota (en allemand : Habichts-Lhota) est une commune du district de Kolín, dans la région de Bohême-Centrale, en Tchéquie. Sa population s'élevait à 529 habitants en 2020.

## Géographie
Jestřabí Lhota se trouve à 9 km au nord-est de Kolín et à 59 km à l'est de Prague.
La commune est limitée par Sány au nord, par Ohaře et Němčice à l'est, par Býchory au sud, et par Ovčáry et Volárna à l'ouest.

## Histoire
La première mention écrite du village date de 1273.